# I. János György szász választófejedelem
I. János György (1585. március 5. – 1656. október 8.) a Wettin-ház Albert-ágából származó szász herceg, 1611-től haláláig választófejedelem.

## Élete
János György I. Keresztély választó gyermekeként született, de édesapja halála (1591) után bátyja, II. Keresztély uralkodott. Csak amikor 1611-ben elhunyt a gyermektelen II. Keresztély, akkor léphetett János György a trónra.
Lutheránus létére fő ellensége az ugyancsak protestáns, de kálvinista V. Frigyes pfalzi választófejedelem volt, fő szövetségese pedig a katolikus Habsburg-ház. Az 1619-ben felajánlott cseh koronát visszautasította, és szavazatával eldöntötte Ferdinánd stájer főherceg császárrá választását. Féltékenységből és pfalzi V. Frigyes iránti vallási gyűlöletből támogatta a császárt Lausitz és Szilézia visszafoglalásában és pacifikálásában.
A harmincéves háborúban (1618–1648) hosszú ideig ugyancsak a császárpárti, katolikus oldalon foglalt helyet, és az 1630-as években a háborúba a protestáns oldalon bekapcsolódó lutheránus (!) II. Gusztáv Adolf svéd királyt is feltartóztatta az Elbánál. Csak azután csatlakozott a protestáns felekhez, miután a Katolikus Liga Szászországot is alaposan feldúlta. Gusztáv Adolf 1632-es halála után kiegyezett ismét a császárral, és 1635-ben a prágai különbékével átállt a katolikus oldalra. Miután szövetséget kötött a Habsburgokkal a franciák és a svédek ellen, a császár jutalmul Lausitzot adta neki, fia, Ágost pedig a Magdeburgi Érsekség jövedelmeihez jutott hozzá.
János György átpártolása miatt a svédek Johan Banér tábornagy vezetése alatt, a wittstocki csata után rettenetes boszút álltak Szászországon: 1636 és 1639 között háromszor pusztították végig tűzzel-vassal az országot. 1642–1644-ben pedig Lennart Torstenson tábornagy, a svéd főhadparancsnok semmisítette meg a szász sereget Lipcsénél és Jüterbognél, a legyőzött államra súlyos adó rótt ki. Rossz helyzetében János György 1645-ben a kötzschenbrodai fegyverszünettel végleg befejezte a harcokat. Nem járt rosszul, ugyanis a harmincéves háborút lezáró 1648-as vesztfáliai béke lehetőséget adott a prágai békében neki biztosított területek megtartására.
János György 45 évnyi uralkodás után hunyt el 1656-ban. 71 éves volt, utódaként fia, II. János György követte a trónon.

## Lásd még
- Szászország uralkodóinak listája

| Előző uralkodó: II. Keresztély | Szászország választófejedelme 1611 – 1656 Wettin-ház | Következő uralkodó: II. János György |